# Итало-эфиопский договор (1928)
Итало-эфиопский договор 1928 года — договор Итальянского королевства и Эфиопской империи о взаимной дружбе и арбитраже. Был подписан 2 августа в Аддис-Абебе.

## Предыстория
После окончания Первой мировой войны, в ноябре 1919 года, в нарушение Лондонского соглашения 1906 года Италия сделала Великобритании предложение о разделе Эфиопии. Британское правительство после провала попытки добиться от Эфиопии заключения концессии на постройку плотины на озере Тана решило согласиться на предложение Италии. В декабре 1925 года Великобритания и Италия заключили договор о разделе Эфиопии на сферы влияния без участия Франции. Когда уже в начале 1926 года Великобритания и Италия объявили правительству Эфиопии о заключённом ими соглашении, принц-регент Тэфэри Мэконнын заявил резкий протест и при поддержке Франции обратился в Лигу наций с жалобой на нарушение суверенитета Эфиопии. Великобритания и Италия были вынуждены официально заявить, что договор 1925 года ни к чему не обязывает Эфиопию.

## Переговоры
Неудача с попыткой раздела Эфиопии сподвигла Италию уже в том же 1925 году начать непосредственные переговоры с Эфиопией с целью добиться хотя бы частичного удовлетворения своих претензий. Сама же Эфиопия вступила в переговоры с итальянским правительством во многом потому, что хотела получить свободный и суверенный выход к океану, а Великобритания и Франция, к которым еще раньше обращалась Эфиопия, в 1924 году в ходе переговоров с ней отказались его предоставить.
На переговорах с Эфиопией итальянский дуче Бенито Муссолини заручился поддержкой двоюродного брата короля Виктора Эммануила III — принца Луиджи Амедео, герцога Абруцци (чтобы обеспечить равного расу Тэфэри по монаршему статусу переговорщика со стороны Италии). В 1928 году герцог и его свита королевских размеров отправились в помпезный визит в столицу Эфиопии — Аддис-Абебу. Чтобы получить доверие раса Тэфэри, принц преподнёс ему роскошный итальянский лимузин Isotta Fraschini (его цена в США составляла в то время 18 тысяч долларов) и другие подарки.

## Заключение договора и его условия

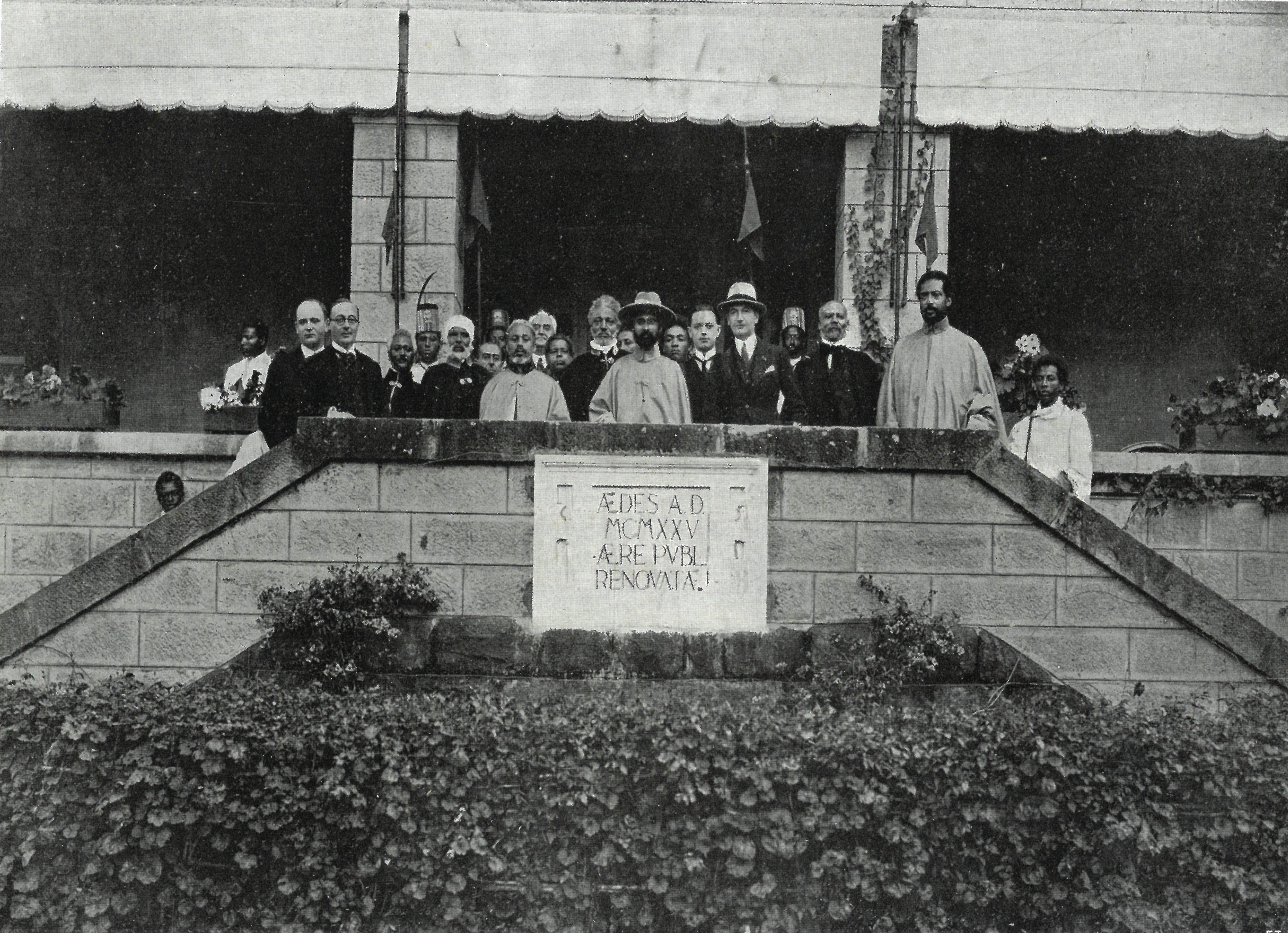
Посол Италии в Эфиопии Джулиано Кора и регент Эфиопии рас Тэфэри Мэконнын после официального завтрака по случаю подписания договора, Аддис-Абеба, 1928

По итогам двусторонних переговоров 2 августа в Аддис-Абебе принцем-регентом Эфиопии Тэфэри Мэконнын (будущий негус Эфиопии Хайле Селассие I) и уполномоченным Италии майором Джулиано Кора был заключён договор.
Договор состоял из семи статей. В нём провозглашались постоянный мир и вечная дружба между Эфиопией и Италией (статья 1), которые обязались не посягать на независимость и суверенитет друг друга (статья 2), а также развивать взаимные торговые отношения (статья 3). Оба правительства обязались разрешать все споры путём примирительной процедуры или арбитража через Лигу Наций (статья 5). Статья 4 подтверждала особый статус итальянских граждан в Эфиопии — они были неподсудны эфиопским судам. Также была установлена граница между Эфиопией и Итальянским Сомали — она была окончательно определена на спорном участке (21 лиге — примерно 88 километров — своего протяжения) и должна была проходить параллельно побережью Бенадира (статья 6). Срок действия договора должен был составлять 20 лет (статья 7). Одновременно с договором была подписана итало-эфиопская дорожная конвенция, предусматривавшая постройку автомобильной дороги между портом Асэб (Эритрея) и городом Дэссе (крупный торговый город, расположенный к северу от Аддис-Абебы) и создание в Асэбе режима порто-франко и свободной экономической зоны площадью 6000 кв. м для Эфиопии на 130 лет, где с товаров, ввозившихся в Эфиопию или вывозившихся из неё, не взимались бы пошлины.

## Значение
Договор 1928 года в истории Эфиопии выделяется тем, что он не был навязан Эфиопии крупной державой, а был заключён по доброй воле самой Эфиопией, что продемонстрировало её самостоятельность и суверенитет на международной арене. Советский историк В. А. Трофимов утверждает, что при заключении договора 1928 года и приложенной к нему дорожной конвенции «уже тогда Эфиопия выступала в качестве не только объекта, но и субъекта международной политики».

## Последствия
Заключив договор 1928 года, Италия рассчитывала ослабить экономические и политические позиции Франции в Эфиопии (в частности, создав конкуренцию железной дороге Джибути — Аддис-Абеба), но эти расчёты не оправдались. Сам Тэфэри Мэконнын, будучи сначала принцем-регентом Эфиопии, а затем (в 1930 году) став негусом, под разными предлогами оттягивал сооружение автомобильной дороги Асэб-Дэссе, которая так и не была построена. Однако впоследствии заключение в 1935 году Францией и Италией Римского пакта и личные договорённости итальянского лидера Муссолини с французским министром иностранных дел Пьером Лавалем, фактически предоставившие Италии свободу действий в Эфиопии, дали фашистской Италии возможность грубо нарушить де-факто условия договора 1928 года и вооружённым путём захватить Эфиопию. Однако Италия до начала открытых военных действий против Эфиопии формально должна была соблюдать условия договора 1928 года, поэтому он в определённой степени связывал ей руки: так, в 1935 году, по требованию Эфиопии и в полном соответствии со статьёй 5 этого договора, Италия должна была согласиться на созыв арбитражной комиссии для урегулирования пограничного инцидента в оазисе Уал-Уал, что немного отсрочило начало Второй итало-эфиопской войны.